# La République des Meteors
Albums par Indochine
Alice et June
(2005) Black City Parade
(2013)
Lives par Indochine
Alice et June Tour
(2007) Le Meteor sur Bruxelles
(2010)
Singles
1. Little Dolls
Sortie : 10 décembre 2008
2. Play Boy
Sortie : 6 avril 2009
3. Le Lac
Sortie : 24 août 2009
4. Un ange à ma table
Sortie : 12 janvier 2010
5. Le Dernier Jour
Sortie : 26 juillet 2010

La République des Meteors est le onzième album studio du groupe Indochine, sorti le 9 mars 2009. Il a entre autres pour thèmes l’absence, la séparation, l'amour et la mort. Nicola Sirkis a notamment puisé son inspiration dans les écrits d'Apollinaire et les lettres que les jeunes soldats envoyaient à leur famille pendant la Première Guerre mondiale. Les clips de trois titres de l'album sont explicites à cet égard. Les clips de Little Dolls et Le dernier jour montrent des images d'archives des deux guerres mondiales, et celui du morceau Le Lac montre Nicola Sirkis en uniforme militaire.
L’album est sorti en quatre versions différentes :
1. Édition Crystal : unique CD de 16 titres (17 avec le titre caché Tom & Jerry) ;
2. Édition Digipack : double CD comprenant trois titres supplémentaires ainsi que le clip de la reprise de Dead or Alive You Spin Me Round (Like a Record) ;
3. Édition boîtier luxe : boîtier limité incluant le digipack, un poster teaser du concert au Stade de France, 5 photos du groupe, le single Little Dolls ainsi qu’un pop-up de l’album (Édition limitée à 18 000 exemplaires) ;
4. Édition vinyle : un double 33 tours également fort limité et uniquement distribué en France et en Belgique.

Sur iTunes, l’enregistrement d’une live session iTunes en présence d’un certain nombre de fans, le 10 janvier 2009, est offerte en bonus de l’album.
Depuis sa sortie, l’album s’est écoulé à plus de 300 000 exemplaires et a été certifié disque de platine.

## Liste des titres
| CD 1  | CD 1                                              | CD 1                             | CD 1                                       | CD 1  | CD 1 | CD 1 | CD 1 | CD 1 | CD 1 |
| No    | Titre                                             | Paroles                          | Musique                                    | Durée |      |      |      |      |      |
| ----- | ------------------------------------------------- | -------------------------------- | ------------------------------------------ | ----- | ---- | ---- | ---- | ---- | ---- |
| 1.    | Republika Meteor Ouverture                        |                                  | Nicola Sirkis, Olivier Gérard              | 0:57  |      |      |      |      |      |
| 2.    | Go, Rimbaud Go!                                   | Nicola Sirkis, Suzanne Combeaud  | Nicola Sirkis, Olivier Gérard              | 4:08  |      |      |      |      |      |
| 3.    | Junior Song                                       | Nicola Sirkis                    | Nicola Sirkis, Olivier Gérard              | 3:10  |      |      |      |      |      |
| 4.    | Little Dolls                                      | Nicola Sirkis                    | Nicola Sirkis, Olivier Gérard, Marc Éliard | 4:38  |      |      |      |      |      |
| 5.    | Le grand soir                                     | Nicola Sirkis, Rudy Léonet       | Nicola Sirkis, Olivier Gérard              | 3:43  |      |      |      |      |      |
| 6.    | Un ange à ma table (avec Suzanne Combeaud)        | Nicola Sirkis, Suzanne Combeaud  | Nicola Sirkis, Olivier Gérard              | 4:20  |      |      |      |      |      |
| 7.    | La Lettre de métal                                | Nicola Sirkis                    | Nicola Sirkis, Olivier Gérard              | 3:42  |      |      |      |      |      |
| 8.    | Le Lac                                            | Nicola Sirkis                    | Nicola Sirkis, François Matuszenski        | 3:30  |      |      |      |      |      |
| 9.    | Republika                                         | Nicola Sirkis                    | Nicola Sirkis, Olivier Gérard              | 4:15  |      |      |      |      |      |
| 10.   | Play Boy                                          | Nicola Sirkis                    | Nicola Sirkis, Olivier Gérard              | 2:50  |      |      |      |      |      |
| 11.   | L World                                           | Nicola Sirkis, Gwenaëlle Bouchet | Nicola Sirkis, Marc Éliard, Boris Jardel   | 3:54  |      |      |      |      |      |
| 12.   | Je t’aime tant (reprise d’Elli & Jacno)           | Elli Medeiros                    | Denis Quillard                             | 3:05  |      |      |      |      |      |
| 13.   | Bye Bye Valentine                                 | Nicola Sirkis                    | Nicola Sirkis, Olivier Gérard              | 4:42  |      |      |      |      |      |
| 14.   | Les aubes sont mortes                             | Nathalie Dalain                  | Nicola Sirkis, Olivier Gérard, Marc Éliard | 4:05  |      |      |      |      |      |
| 15.   | Union War                                         | Nicola Sirkis                    | Nicola Sirkis                              | 3:18  |      |      |      |      |      |
| 16.   | Le dernier jour                                   | Nicola Sirkis                    | Nicola Sirkis, Olivier Gérard              | 5:37  |      |      |      |      |      |
| 17.   | Tom & Jerry (morceau caché après Le Dernier Jour) | Nicola Sirkis                    | Nicola Sirkis, François Matuszenski        | 1:46  |      |      |      |      |      |
| 61:40 |                                                   |                                  |                                            |       |      |      |      |      |      |

| CD 2 (édition limitée) | CD 2 (édition limitée)                                        | CD 2 (édition limitée)                       | CD 2 (édition limitée)                       | CD 2 (édition limitée) | CD 2 (édition limitée) | CD 2 (édition limitée) | CD 2 (édition limitée) | CD 2 (édition limitée) | CD 2 (édition limitée) |
| No                     | Titre                                                         | Paroles                                      | Musique                                      | Durée                  |                        |                        |                        |                        |                        |
| ---------------------- | ------------------------------------------------------------- | -------------------------------------------- | -------------------------------------------- | ---------------------- | ---------------------- | ---------------------- | ---------------------- | ---------------------- | ---------------------- |
| 1.                     | We Are the Young                                              | Nicola Sirkis                                | Nicola Sirkis, Olivier Gérard                | 3:49                   |                        |                        |                        |                        |                        |
| 2.                     | Mexicane Syndicate                                            | Nicola Sirkis                                | Nicola Sirkis, Olivier Gérard                | 3:52                   |                        |                        |                        |                        |                        |
| 3.                     | You Spin Me Round (Like a Record) (reprise des Dead or Alive) | Pete Burns, Steve Coy, Tim Lever, Mike Percy | Pete Burns, Steve Coy, Tim Lever, Mike Percy | 3:15                   |                        |                        |                        |                        |                        |
| 4.                     | Junior Song (a cappella)                                      | Nicola Sirkis                                | Nicola Sirkis, Olivier Gérard                | 1:59                   |                        |                        |                        |                        |                        |
| 5.                     | Play Boy (a cappella)                                         | Nicola Sirkis                                | Nicola Sirkis, Olivier Gérard                | 2:35                   |                        |                        |                        |                        |                        |
| 6.                     | You Spin Me Round (clip)                                      |                                              |                                              | 3:15                   |                        |                        |                        |                        |                        |
| 18:45                  |                                                               |                                              |                                              |                        |                        |                        |                        |                        |                        |

### Singles
- Little Dolls (2008)
- Play Boy (2009)
- Le Lac (2009)
- Un ange à ma table (2010)
- Le dernier jour (2010)

## Crédits
- Réalisé par oLi dE SaT.
- Enregistré entre septembre 2007 et août 2008 au studio KMS à Paris, à l'auberge Digital à La Trinité-des-Laitiers et aux studios ICP à Bruxelles par Gilles Martin.
- Mixé au studio Digital Factory en octobre 2008 à La Trinité-des-Laitiers par Gilles Martin.
- Masterisé au studio Farside de Gilles Martin.
- Pochette : peggy.m.

## Classements et certifications
| Pays                | Meilleure position | Certification |
| ------------------- | ------------------ | ------------- |
| France              | 2                  | Platine       |
| Belgique (Wallonie) | 2                  | Or            |
| Belgique (Flandre)  | 31                 |               |
| Suisse              | 4                  |               |